# Adams Island (Antarktika)
Die Adams Island ist eine kleine, felsige Insel vor der Küste des ostantarktischen Königin-Marie-Lands. Sie liegt 18 km vor dem Mabus Point auf der Westseite der McDonald Bay. Die längste Zeit des Jahres ist die Insel vom Meereis eingeschlossen.
Die Mannschaft der Westbasis bei der Australischen Antarktisexpedition (1911–1914) unter der Leitung des australischen Polarforschers Douglas Mawson entdeckte sie. Mawson benannte sie nach E. L. Adams, einem Bootsmann des Expeditionsschiffs Aurora.